# José Martín Barrales
José Martín Barrales (Granada, 22 de marzo de 1874 – Granada, 13 de febrero de 1939) fue un médico obstetra, ginecólogo y catedrático español que ejerció como Alcalde de Granada desde el 13 de abril de 1931 hasta el 12 de septiembre del mismo año.

## Trayectoria
De familia muy modesta, estudió con beca en el colegio de los Escolapios terminando el bachillerto en 1988. Inició los estudios de medicina en la Facultad de Medicina de Granada en 1889, licenciandose con premio extraordinario en 1895. Se doctoró en 1901 con la tesis «Comparación entre el desarrollo físico de los niños pobres y el de los bien acomodados : ensayo para un estudio del crecimiento» en la Universidad Central. De 1901 a 1906, se encargó de la enseñanza de las matronas y de las prácticas de las asignaturas de Obstetricia y Ginecología, como profesor auxiliar numerario de la Facultad de Medicina de la Universidad de Granada. En diciembre de 1906 accedió a una plaza de médico por oposición en la Beneficencia Provincial de Granada, siendo destinado al Hospital de San Juan de Dios.
En 1916 obtuvo por oposición la cátedra de Obstetricia de la Universidad de Cádiz, que permutó unos meses más tarde por la cátedra de Ginecología de la Universidad de Granada. En la misma Facultad desempeñó temporalmente otras cátedras, como las de Patología Quirúrgica, Enfermedades de los Niños y Oftalmología. Desde 1930 hasta su fallecimiento fue decano de la Facultad de Medicina de la Universidad de Granada.
Perteneciente al grupo de médicos políticos que surgieron en Granada en el primer tercio del siglo XX, consiguió acta de concejal en las elecciones municipales del 12 de abril de 1931, siendo elegido alcalde por sus compañeros concejales al declinar el doctor Pareja Yébenes asumir el cargo.
Durante su mandato como primer edil, visitó la ciudad madame Curie, acompañada de su hija, y fue recibida en el hotel Alhambra Palace por el propio alcalde, junto a Alejandro Otero y Antonio Gallego Burín, miembros también de la corporación municipal, entre otras personalidades, y por un numeroso grupo de estudiantes de Medicina.
Por ser la ideología del doctor Martín Barrales de carácter conservador, cercana a las convicciones de sus colegas Pareja Yébenes o Sanz Blanco, no encajaba bien en la corriente izquierdista que prevalecía en el consistorio granadino. Por este motivo y por los numerosos inconvenientes que causaba a su familia y a él mismo el desempeño del cargo, dimitió el 5 de septiembre de 1931.
Según algunas fuentes, fue presidente de la Diputación Provincial de Granada, tras la destitución de Virgilio Castilla como presidente de la institución.
Durante la guerra civil dirigió el hospital de sangre que estableció la Universidad de Granada en el Colegio mayor San Bartolomé y Santiago.

## Distinciones
Desde el 2 de abril de 1922 fue nombrado miembro numerario de la Real Academia de Medicina y Cirugía de Granada.

## Familia
Casado con Elena Vivaldi Romero, nacida en La Zubia, tuvo ocho hijos, entre ellos la poetisa granadina Elena Martín Vivaldi.

## Final
Falleció en Granada el 13 de febrero de 1939 a consecuencia de un cáncer de pulmón.